# Liste der Landschaftsschutzgebiete im Landkreis Altötting
Im Landkreis Altötting gibt es sechs Landschaftsschutzgebiete. (Stand: November 2018)

## Liste
- Gebietsname: Amtliche Bezeichnung des Schutzgebietes
- Bild/Commons: Bild und Link zu weiteren Bildern aus dem Schutzgebiet
- LSG-ID: Amtliche Nummer des Schutzgebietes
- WDPA-ID: Link zum Eintrag des Schutzgebietes in der World Database on Protected Areas
- Wikidata: Link zum Wikidata-Eintrag des Schutzgebietes
- Ausweisung: Datum der Ausweisung als Schutzgebiet
- Gemeinde(n): Gemeinden, auf denen sich das Schutzgebiet befindet
- Lage: Geografischer Standort
- Fläche: Gesamtfläche des Schutzgebietes in Hektar
- Flächenanteil: Anteilige Flächen des Schutzgebietes in Landkreisen/Gemeinden, Angabe in % der Gesamtfläche
- Bemerkung: Besonderheiten und Anmerkungen

Bis auf die Spalte Lage sind alle Spalten sortierbar.
| Gebietsname | Bild/Commons   | LSG-ID       | WDPA-ID | Wikidata  | Ausweisung | Gemeinde(n) | Lage     | Fläche ha | Flächenanteil               | Bemerkung |
| --- | -------------- | ------------ | ------- | --------- | ---------- | ----------- | -------- | --------- | --------------------------- | --------- |
| Inschutzstellung des Schloßberges in Wald an der Alz als LSG | weitere Bilder | LSG-00168.01 | 395637  | Q59643664 | 1969       |             | Position | 30,94     | Landkreis Altötting (100 %) |           |
| LSG Dachlwand in den Gemeinden Perach, Schutzing, Marktlberg und dem Markt Marktl, Landkreis Altötting                                                                            | weitere Bilder | LSG-00162.01 | 395632  | Q59643485 | 1969       |             | Position | 74,77     | Landkreis Altötting (100 %) |           |
| LSG Mörnbachtal-Gries im Gebiet der Städte Altötting und Neuötting |                | LSG-00311.01 | 395798  | Q59643769 | 1979       |             | Position | 18,52     | Landkreis Altötting (100 %) |           |
| LSG Salzachtal im Gebiet der Gemeinde Haiming, der Stadt Burghausen und der Gemeinden Raitenhaslach und Burgkirchen an der Alz                                                    | weitere Bilder | LSG-00289.01 | 395767  | Q59643839 | 1977       |             | Position | 1092,88   | Landkreis Altötting (100 %) |           |
| LSG Steinhausener Burgberg und Quellsumpf im Gebiet der Gemeinde Erlbach |                | LSG-00310.01 | 395797  | Q59643714 | 1979       |             | Position | 25,27     | Landkreis Altötting (100 %) |           |
| Schutz des Mörnbachtales mit anschließender Hochterrasse und Teilen der Osterwiese im Bereich der Gemeinden Tüßling, Unterneukirchen und Garching an der Alz, Landkreis Altötting |                | LSG-00305.01 | 395784  | Q59643517 | 1979       |             | Position | 623,9     | Landkreis Altötting (100 %) |           |